# Dubiaranea magatama
Espèce
Dubiaranea magatama est une espèce d'araignées aranéomorphes de la famille des Linyphiidae.

## Distribution
Cette espèce se rencontre en Uruguay et au Brésil au Rio Grande do Sul, au Santa Catarina et au Paraná,.

## Description
Le mâle holotype mesure 3,70 mm et la femelle paratype 3,75 mm, les mâles mesurent de 2,6 à 3,8 mm et les femelles de 2,56 à 3,8 mm.

## Systématique et taxinomie
Cette espèce a été décrite par Cajade, Hagopián et Rodrigues en 2024.

## Publication originale
- Cajade, Hagopián, Rodrigues, Guerrero, Laborda. & Simó, 2024 : « A new species and new records of the spider genus Dubiaranea (Araneae, Linyphiidae) from southern Brazil and Uruguay, with an analysis of the potential distribution of the species. » Zootaxa, no 5437(2), p. 223-224.